# Digoxin
Digoxin ist eine natürlich in Form von Digitalisglycosiden in Fingerhut-Arten vorkommende chemische Verbindung mit Wirkung auf den Herzmuskel. Digoxin zählt zu den endogenen (körpereigenen) Glycosiden, die als Hormone in Säugetieren fungieren. Aus pflanzlichen, primären Digitalisglycosiden kann Digoxin durch enzymatische Hydrolyse als Sekundärglycosid gewonnen werden. In der Verbindung sind drei Hexosen (Digitoxose) mit dem steroidischen Aglycon Digoxigenin verknüpft. Vom strukturell ähnlichen Digitoxin unterscheidet es sich durch eine Hydroxygruppe am C-12 des Aglycons.

## Geschichte

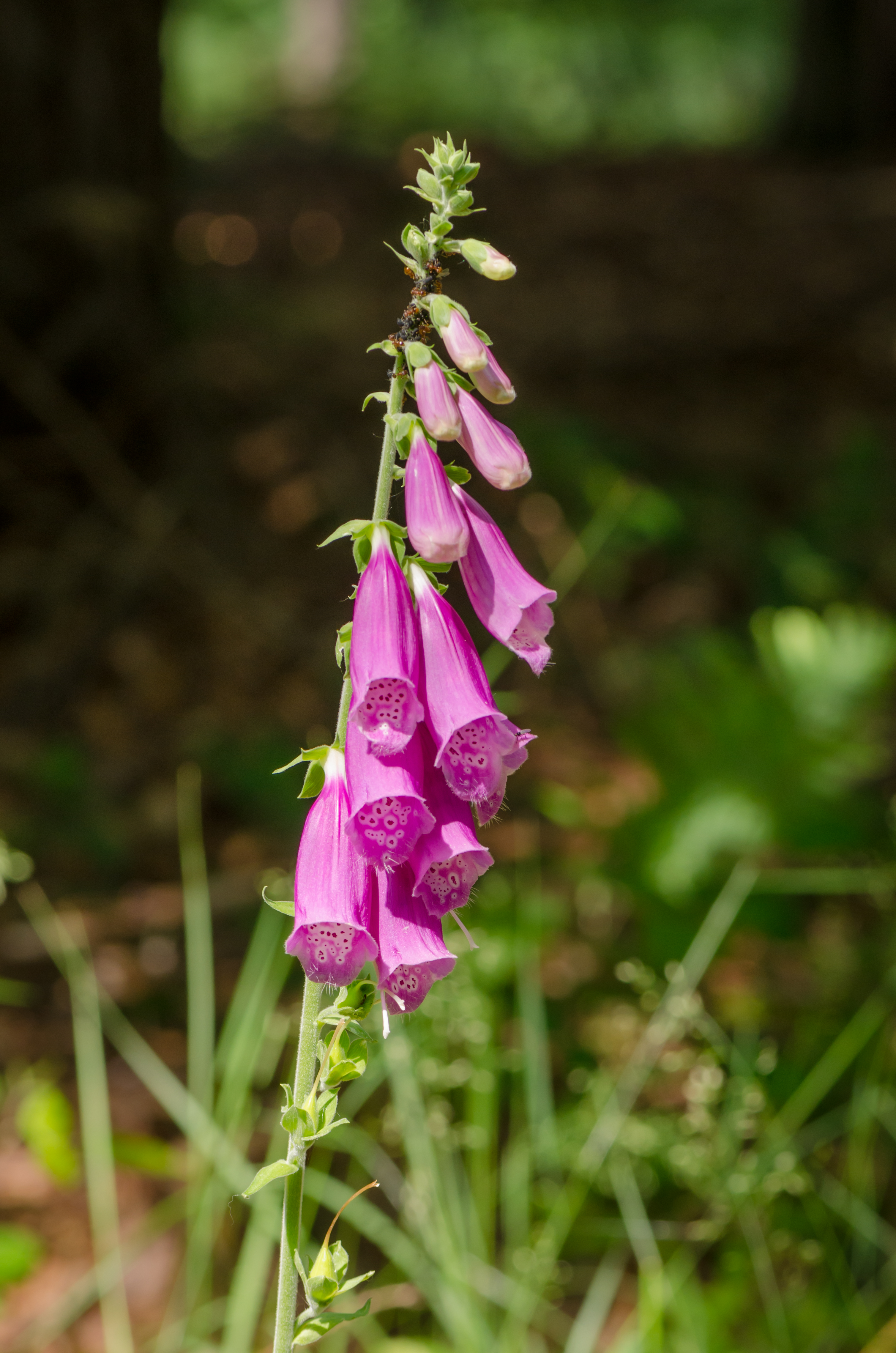
Digoxin wird seit dem Mittelalter unter anderem aus dem Roten Fingerhut (Digitalis purpurea) gewonnen.

Digoxin wurde erstmals 1930 von Sydney Smith bei Burroughs Wellcome in England aus den Blättern von Digitalis lanata isoliert.

## Wirkung
Es zeigt eine positiv inotrope (Kontraktionskraft steigernde), negativ chronotrope (Herzfrequenz senkende), negativ dromotrope (Reizleitungsgeschwindigkeit senkende) und positiv bathmotrope (Erregbarkeit steigernde) Wirkung auf das Herz. Dadurch entsteht insgesamt ein höheres Schlagvolumen, was in einer besseren Nierendurchblutung und einer höheren Harnausscheidung resultiert.
Dem Wirkmechanismus liegt (bei ausreichend hohem Kaliumgehalt im Blut) eine Hemmung der Natrium-Kalium-ATPase und einer deshalb erhöhten Calciumkonzentration in den Herzmuskelzellen zugrunde. Im Gegensatz zu Digitoxin ist die Wirkdauer kürzer und die Elimination geschieht hauptsächlich über die Niere.
Das Bakterium Eggerthella lenta inaktiviert Digoxin durch Reduktion der Doppelbindung im Lacton-Ring, wodurch das Glycosid seine Wirkung am Herzmuskel verliert.

## Indikation
Haupteinsatzgebiete von Digoxin sind die akute und die chronische Herzinsuffizienz und supraventrikulären Tachyarrhythmien wie bei Vorhofflimmern (mit schneller atrioventrikulärer Überleitung) bzw. Vorhofflattern. Die Wirkung des Medikaments (zum Beispiel bei einem erwachsenen Menschen mit einer Dosierung von 0,25 mg sofort und danach 0,75 bis 1,5 mg pro 24 Stunden verabreicht) zeigt sich jedoch vor allem bei einer gesunden Herzmuskelfaser. Deswegen und aufgrund besserer Alternativen wurde Digoxin in den letzten Jahren immer weiter vom Markt verdrängt. Eine neue Studie zeigt sogar, dass die Sterberate bei Patienten mit Herzinsuffizienz unter Digoxin höher ist als unter anderen Präparaten.
Es gibt auch Hinweise, dass das Medikament das Wachstum von Prostatatumoren hemmen könnte.

## Unerwünschte Wirkungen
Aufgrund der geringen therapeutischen Breite von Digoxin, weswegen es relativ häufig zu unerwünschten Wirkungen und Vergiftungen kommt, sind individuelle Dosierungen und regelmäßig Blutspiegelkontrollen unter laufender Behandlung notwendig. Häufig treten Appetitlosigkeit, Herzrhythmusstörungen, Übelkeit, Erbrechen, Durchfall, Gesichtsschmerzen, Kopfschmerzen, Müdigkeit, Kraftlosigkeit und Benommenheit auf. Seltener kommt es zu Verwirrtheit, Desorientierung, Wahrnehmungsstörungen, Psychosen, Sehstörungen und Bauchschmerzen.
In sehr seltenen Fällen wird von einer Vergrößerung der männlichen Brustdrüse, Krämpfen, Überempfindlichkeitsreaktionen und Blutbildstörungen berichtet.

## Handelsnamen
Monopräparate
Digacin (D), Lanicor (D), Lenoxin (D) sowie Generika (D)